# Манліо Морганьї
Манліо Морганьї (італ. Manlio Morgagni; 3 червня 1879, Форлі — 26 липня 1943, Рим) — італійський журналіст, брат іншого відомого журналіста Тулло, засновника «Джиро д'Італія».

## Життєпис
Син страхового агента та вчителя початкової школи, що розділяв на той час ідеї Мадзіні, після отримання диплома комерційного училища разом із батьком у 1897 році переїхав до Мілана у пошуках роботи. 1912 року Манліо Морганьї почав працювати генеральним інспектором Messaggerie Italiane (в якому він раніше був «мандрівником»), а в 1918 році одружився з Луїдж Поццолі (до шлюбу Біче), після дванадцяти років заручин.
Спочатку соціаліст та профспілковий діяч, у 1914 році Манліо Морганьї виступив за вступ Італії до Першої світової війни. Він розпочав свою журналістську діяльність у газеті Il Popolo d'Italia, засновану Беніто Муссоліні, великим шанувальником якої Морганьї завжди був: у цей період він часто бував у будинку майбутнього дуче, і у своїх мемуарах Ракеле Гіді описала його як «завжди зайнятого пошуком грошей».
Вже в 1919 році, у звіті, направленому голові Ради, Морганьї був позначений як один із головних посередників між Муссоліні та французькими політичними колами, що сприяв фінансуванню газети. З 15 листопада 1914 року по 1919 рік він був адміністративним директором газети; невдовзі після заснування Італійського союзу боротьби посада перейшла до Арнальдо Муссоліні, а Морганьї присвятив себе її просуванню. Морганьї стверджував у своїх мемуарах, що він був одним із засновників руху; інші джерела замість цього стверджують, що він не брав участі в його основному мітингу, але завдяки втручанню Муссоліні отримав дозвіл на включення до почесного списку «сансеполькрістів».
У Мілані Манліо Морганьї був міським радником (1923—1926) та віце-подеста (1927—1928), а також президентом Комісії з благоустрою міста. Разом з Арнальдо Муссоліні він був співзасновником та директором Rivista illustrata del Popolo d'Italia (1923—1943); заснував сільськогосподарський журнал Natura (1928—1932) разом із Луїджі Полі. Але найбільше був відомий як президент і генеральний менеджер Агентства Стефані, посада, яку він обіймав з 1924 року: під керівництвом Манліо Морганьї становище агентства помітно зміцнилося, а також вийшло на міжнародний рівень, через що Морганьї був оголошений «рупором фашизму».
Завдяки ролі, яку зіграло Стефані, становище Морганьї всередині режиму Кородлівства Італії дедалі більше зміцнювалося, що, зрозуміло, викликало ворожість багатьох ієрархів партії, що обурювалися кричущими фактами звеличення його дуче: наприклад, 16 квітня 1943 року один із стовпів фашистського режиму Роберто Фаріначчі описав Стефані як «агентство особистого бізнесу». 12 жовтня 1939 року він був призначенийкоролівським сенатором на підставі 21-го параграфа статті № 33 Альбертинського Статуту.
25 липня 1943 року Римом промайнула новина про те, що Муссоліні більше не є главою уряду. Морганьї, друг, шанувальник і вірний соратник Муссоліні, при звістці про арешт дуче наклав на себе руки на своїй римській віллі, розташованій на вулиці Ніббі, 20. Перш ніж здійснити самогоубство, він залишив таке повідомлення:
|                   | Мій вождь! Біль італійця і фашиста, що роздирає, охопив мене! Те, що я роблю, не є актом боягузтва; у мене більше нема сил, у мене більше немає життя. Більше тридцяти років ти, дуче, володів усією моєю відданістю. Моє життя було твоїм. Я служив тобі колись, як друже, я продовжував робити це з пристрастю послідовника, завжди з абсолютною відданістю. Прошу пробачити мені за те, що я йду. Я вмираю з твоїм ім'ям на устах і закликом до порятунку Італії. |
| — Манліо Морганьї | |

Муссоліні дізнався про самогубство Морганьї лише 13 вересня, коли вже був у Німеччині, куди його доставили після того, як його взяли німці в Гран-Сассо.

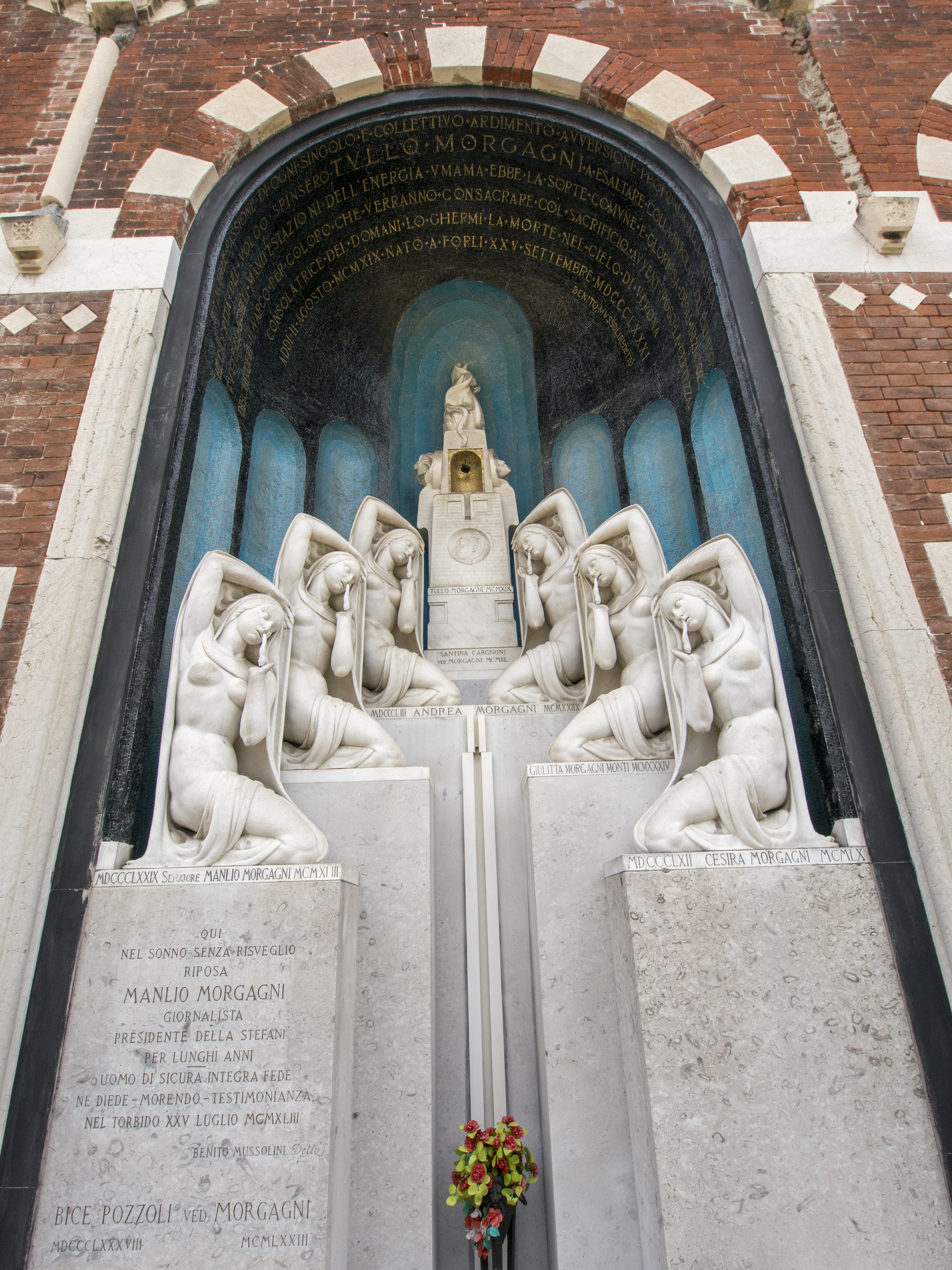
Пам'ятник Морган'ї, Монументальне кладлвище Мілану

На Монументальному цвинтарі Мілана йому та його брату присвячений художній надгробний пам'ятник, створений Енцо Біфолі / Епіграф на ньому продиктований самим Муссоліні: "Тут / уві сні без пробудження / покоїться / Манліо Морганьї / журналіст / президент Stefani / протягом багатьох років / людина твердої чистоти віри / дав — помираючи — свідчення / у смутне XXV липня MCMXLIII "

## Цитата
|                    | Моє перше ранкове читання – свіжий випуск Стефані. Крім того, я часто і охоче особисто зустрічаюся з Морганьї. |
| — Беніто Муссоліні | |

## Праці
- M. Morgagni, L'agenzia Stefani nella vita nazionale, Alfieri e Lacroix, Milano 1930.
- M. Morgagni, Il Duce in Libia, Alfieri & Lacroix, Milano 1937.

## Нагороди

### Італійські нагороди
- Кавалер Великого хреста ордена Корони Італії (24 квітня 1935)
- Великий офіцер Ордену Святих Маврикія та Лазаря (11 червня 1936)
- Великий офіцер Колоніального ордена Зірки Італії
- Хрест «За бойові заслуги»
- Медаль «На згадку італо-австрійської війни 1915—1918 років»
- Медаль «На згадку про об'єднання Італії»
- Медаль Перемоги

### Іноземні нагороди
- Кавалер Ордену Югославської корони І ступеня (1939)